# Jamaica-koalíció
A „Jamaica-koalíció” (németül Jamaika-Koalition) alatt a modern németországi politikában a Kereszténydemokrata Unió-Bajor Keresztényszociális Unió tömb (CDU/CSU, vagy uniópártok), a Német Szabaddemokrata Párt (FDP) és a Szövetség ’90/Zöldek együttes kormányzó szövetségét értik. A nevét arról kapta, hogy a pártok színei kiadják Jamaica nemzeti zászlajának a színeit: a CDU/CSU színe a fekete, a liberális FDP-é a sárga és a Szövetség ’90-é a zöld. Egyúttal utalás arra is, hogy ez a kombináció a német politikában ritka, azaz egzotikus.
A Jamaica-koalícióra más neveket is használnak: Jamaica szövetség, fekete-sárga-zöld koalíció, Jamaica közlekedési lámpa (németül Jamaika-Ampel), fekete közlekedési lámpa (németül Schwarze Ampel, illetve szóösszevonással Schwampel).
Ezt a fajta koalíciót szövetségi szinten eddig csak fontolgatták, létre azonban csak tagállami szinten jött. A 2017. szeptember 24-én tartott szövetségi választások után sokáig a Jamaica-koalíció látszik az egyetlen lehetséges többségi kormánykoalíciónak (aztán mégsem jött létre). Az uniópártokkal 2013 óta kormányzó Szociáldemokrata Párt (SPD) ugyanis kijelentette, hogy ellenzékbe vonul, és a maradék két Bundestagba jutott párttal, a bevándorlásellenes AfDvel és a kommunista utódpárt Baloldali Párttal korábban a többi pártok kizárták az együttműködést. A közvéleménykutatások szerint a németek többsége támogatja, hogy ilyen koalíció jöjjön létre.

## Története
A 2005-ös választásokat követően a Jamaica-koalíció matematikailag lehetségessé vált a Bundestagban. A Zöldek és a többi párt politikai platformjai között azonban jelentős különbségek mutatkoztak. Az FDP vezetői úgy nyilatkoztak, hogy inkább ellenzékben maradnak, minthogy a szociáldemokratákkal, (SPD) vagy a Zöldekkel kormányozzanak. A Zöldek leköszönő vezetője, Joschka Fischer szintén kizárta a Jamaica-koalíció lehetőségét: 
„El tudjuk képzelni Angela Merkelt és Edmund Stoibert rasztahajjal az asztalnál? Az inkább a mi stílusunk. Lehetetlen.”
2005. október 10-én bejelentették, hogy a CDU/CSU és az SPD közti tárgyalások sikeresek és nagykoalíció alakul, amelyben Merkel lesz a kancellár, de az SPD kapja a több kormányposztot. A Zöldek nem kerültek bele a koalícióba. 
2009 októberében a Zöldek bejelentették, hogy Saarlandban támogatják a CDU vezette kormányt, koalícióban az FDP-vel. Ezzel létrejött Németország első Jamaica-koalíciója. A szövetkezés célja az volt, hogy ne engedjenek kisebbségi SPD-kormányt alakulni, amelyet a kommunista utódpárt Baloldali Párt (Die Linke) kívülről támogatott volna. A Jamaica-koalíció 2012 januárjában összeomlott.

## Fordítás
Ez a szócikk részben vagy egészben  a   Jamaica coalition (politics) című angol Wikipédia-szócikk ezen változatának fordításán alapul.  Az eredeti cikk szerkesztőit annak laptörténete sorolja fel. Ez a jelzés csupán a megfogalmazás eredetét és a szerzői jogokat jelzi, nem szolgál a cikkben szereplő információk forrásmegjelöléseként.